# Soupape (moteur)
Vous lisez un « bon article » labellisé en 2010.
Pour les articles homonymes, voir Soupape.
Pour un article plus général, voir Distribution (moteur).

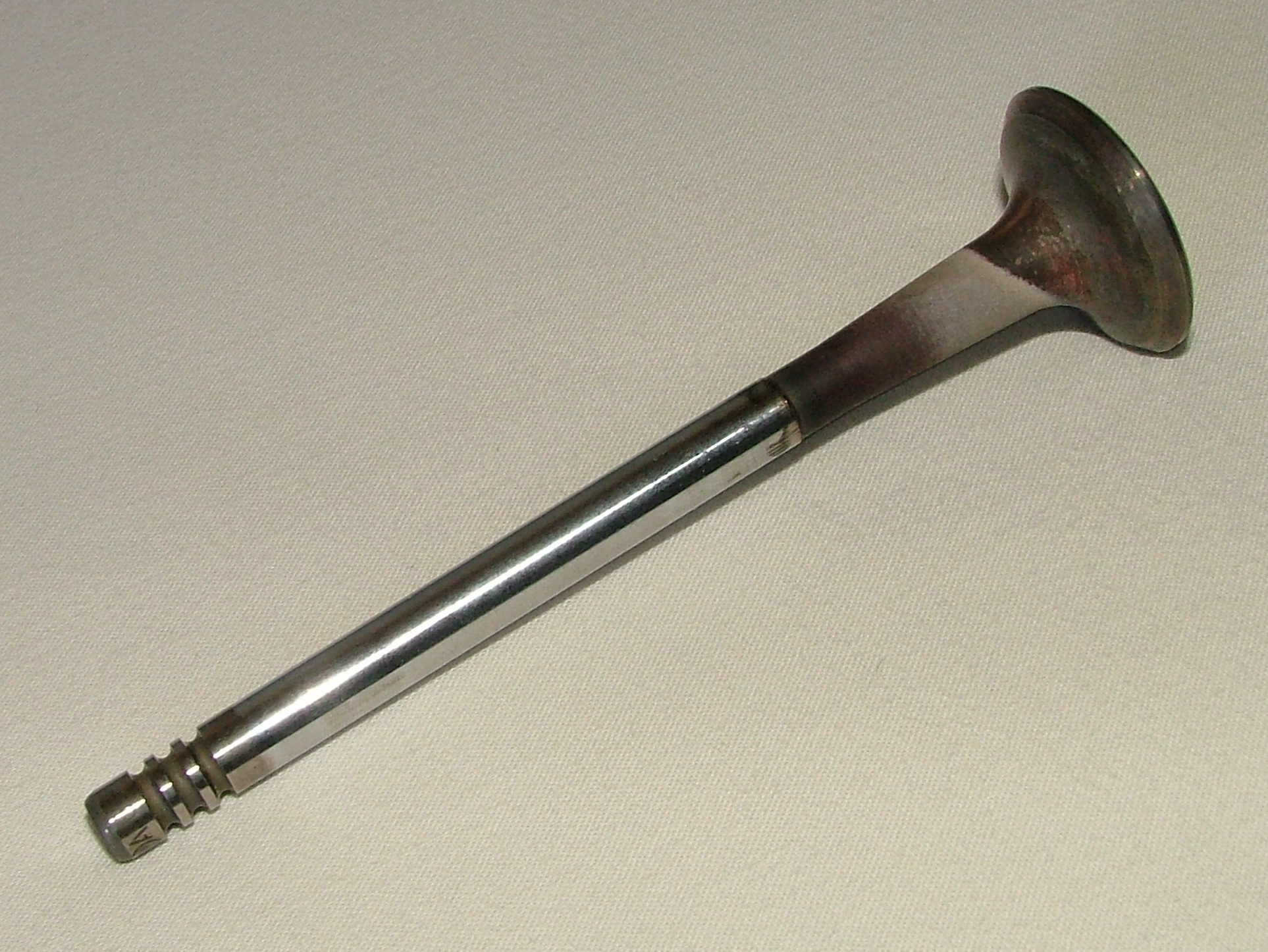
Une soupape à tige démontée d'un moteur thermique.

Une soupape est un organe mécanique de la distribution des moteurs thermiques permettant l'admission des gaz frais et l'évacuation des gaz brûlés. De manière générale, une soupape d'admission sépare le conduit d'admission de la chambre de combustion et une soupape d'échappement sépare celle-ci du conduit d'échappement.
Les soupapes se classent principalement en trois catégories : les soupapes à tige – aussi appelées soupapes à tulipe –, les soupapes rotatives et les soupapes à chemise louvoyante. Les plus répandues sont les soupapes à tige/tulipe qui équipent la quasi-totalité des moteurs à combustion interne actuels. Ces dernières soupapes sont le plus souvent actionnées par un arbre à cames et maintenues par un ou plusieurs ressorts de rappel.

## Intérêt

Animation d'un moteur quatre temps où les soupapes sont placées au sommet de la chambre (en tête).

Les soupapes constituent un organe mécanique important des moteurs thermiques puisqu'elles assurent :
- l'admission des gaz frais dans la chambre de combustion — en général, le mélange air/essence pour les moteurs à allumage commandé ou seulement l'air pour les moteurs Diesel. La « levée » de la soupape d'admission, et la durée de son ouverture, déterminent la quantité d'air admise dans le cylindre[1] ;
- l'échappement des gaz brûlés vers l'extérieur.

Séparant la chambre de combustion des conduits d'admission et d'échappement, elles assurent par conséquent l'étanchéité de la chambre lors des phases de compression et combustion des gaz frais.
Au début de l'automobile, la distribution était assurée par des soupapes automatiques constituées par des disques obturateurs, ouvertes par la dépression créée dans le cylindre à l'admission et rappelées par des ressorts. Bien que simple, l'ouverture de ce type de soupape est retardée d'autant plus que le régime moteur augmente. Le moteur ne pouvait donc pas ainsi dépasser les 1 000 à 1 300 tr/min.

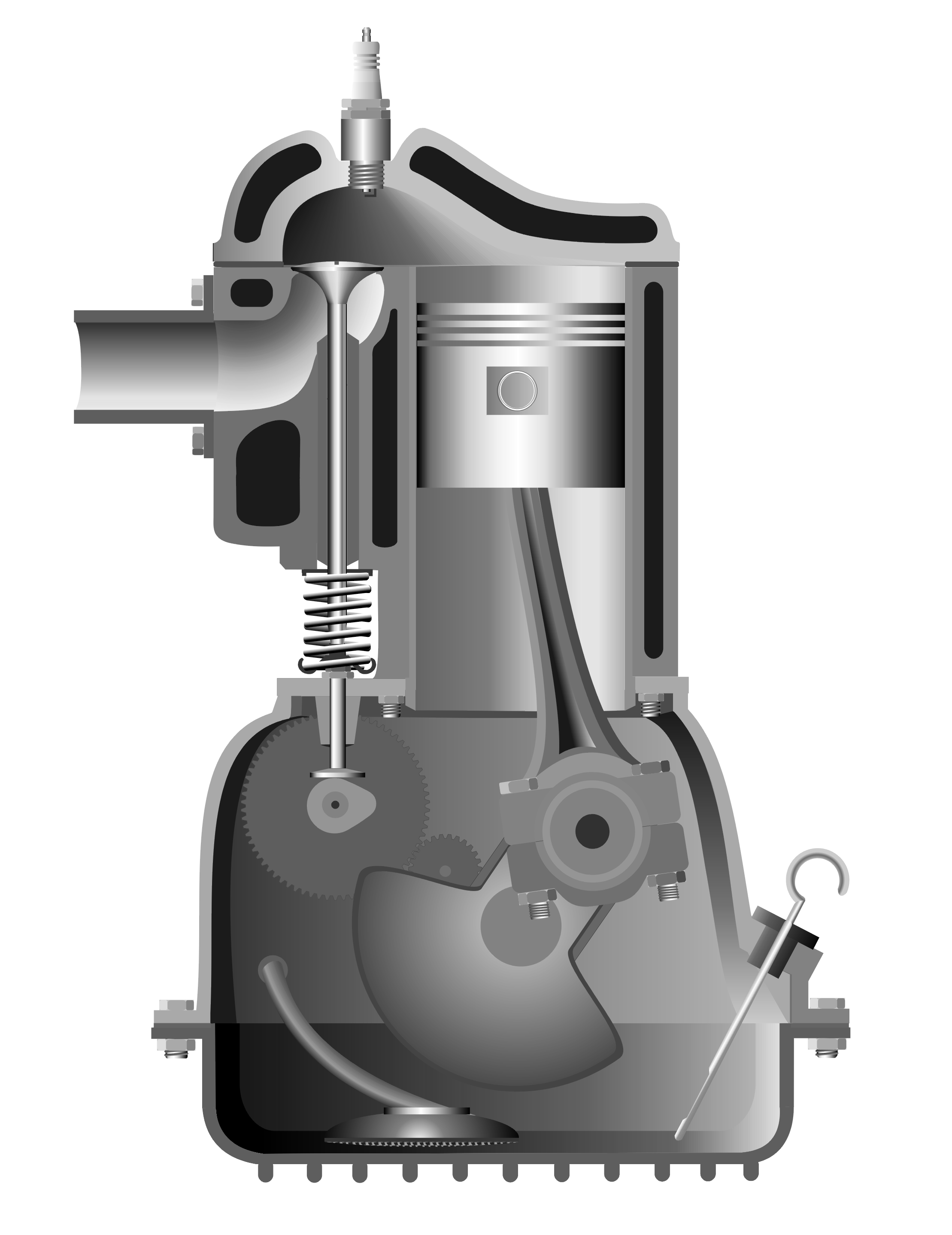
Coupe d'un moteur à soupapes latérales.

Le moteur à soupapes latérales a eu son heure de gloire des années 1910 aux années 1940, tant en automobile (moteurs Ford V8 Flathead) qu'en moto (moteurs Harley-Davidson Flathead 1929-1951).
Au début du XXIe siècle, les soupapes équipant la quasi-totalité des moteurs thermiques sont des soupapes à tige(appelées également à tulipe). Actionnée généralement par un arbre à cames, la tige coulisse dans la culasse, laissant la tête de la soupape découvrir les conduits. Elle est rappelée en position par un (ou plusieurs) ressort de rappel. Ce type de soupape s'est très tôt imposé en raison de sa forme tulipée offrant un passage « fluide » des gaz et une surface plane et épaisse capable d'encaisser le front de flamme.

## Géométrie

### Anatomie

Vue en coupe d'une soupape à tige.

Les soupapes à tige/tulipe sont constituées de quatre parties : la tête, le collet (ou tulipe), la tige et la queue.
La tête de la soupapede forme circulaire, joue le rôle d'un disque obturateur entre les conduits d'admission/d'échappement et la chambre de combustion. Lorsque la soupape est en position fermée, elle vient s'appuyer sur le siège de soupape dessiné dans la culasse pour assurer l'étanchéité de la chambre, ainsi qu'un centrage correct de la soupape évitant les déformations. La partie de la soupape en contact avec le siège, de forme tronconique, est dénommée « portée » ; l'angle formé entre la portée et la tige est généralement de 45°, mais peut être réduit à 30° lorsque la hauteur de levée (hauteur entre la soupape ouverte et le siège de soupape) est limitée.
La tête peut prendre trois formes aux caractéristiques différentes : convexe, concave ou plate. Les têtes convexes offrent une plus grande rigidité mais sont en revanche plus lourdes et leur siège est plus sensible aux effets de la température ; elles sont principalement utilisées pour des soupapes d'échappement. Les têtes concaves ont l'avantage de conserver la forme du siège même sous de fortes contraintes thermiques ; c'est la raison pour laquelle elles équipent généralement les moteurs de compétition. Enfin, les soupapes plates sont les plus utilisées car elles ne nécessitent pas d'usinage particulier.
Le colletpartie reliant la tête à la tige, est formé par un congé de grand rayon de façon à faciliter la dissipation de la chaleur provenant de la chambre et éviter l'effet d'entaille dû au changement de section.
La tigepièce cylindrique dont le diamètre est de l'ordre du quart de celui de la tête, assure le guidage vertical de la soupape. La tige coulisse ainsi dans le guide de soupape, ouverture cylindrique pratiquée dans la culasse. En augmentant le diamètre de la tige, la dissipation de chaleur vers la culasse est facilitée mais la soupape est plus lourde.
La queuepartie terminale de la soupape, supporte l'action du poussoir actionné par l'arbre à cames. Elle comporte une ou plusieurs gorges, le plus souvent de section semi-circulaire, pour loger les clavettes qui transmettent à la soupape la tension du ressort de rappel.

### Critères de dimensionnement

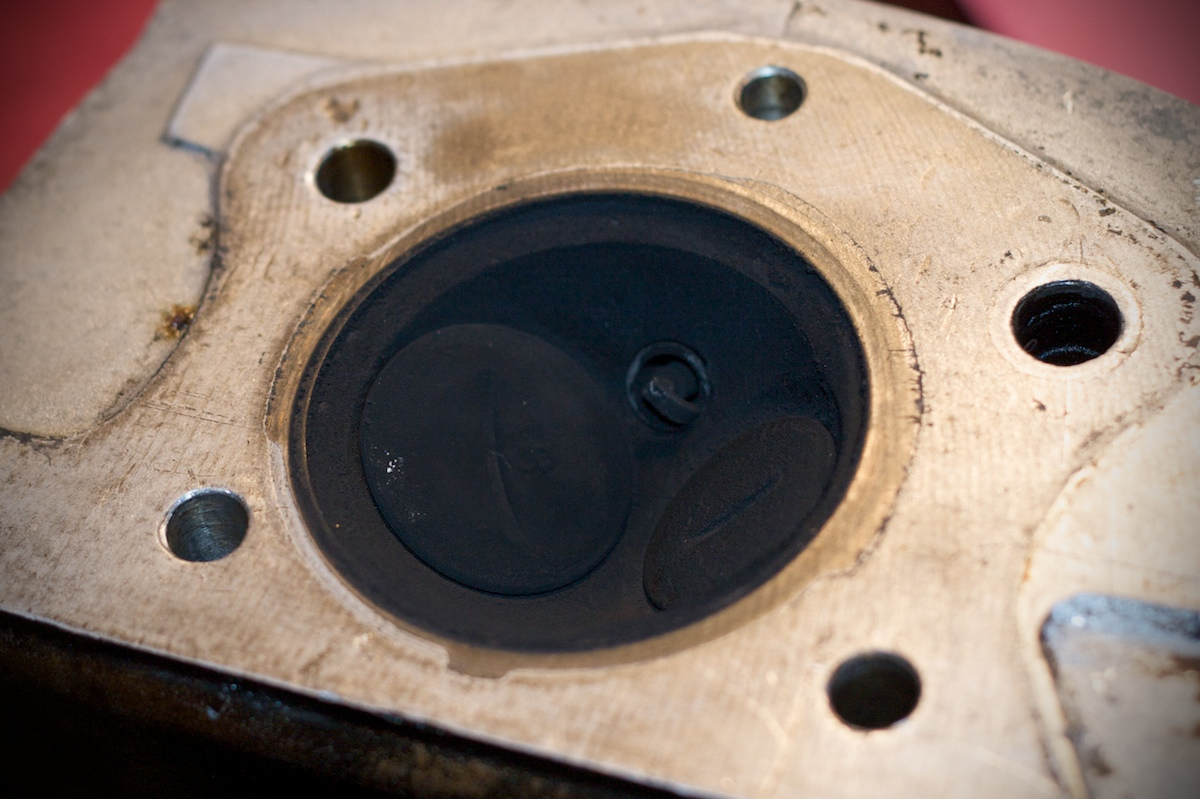
Les soupapes d'admission et d'échappement n'ont pas nécessairement le même diamètre.

Deux principaux critères définissent les dimensions des soupapes :
- le premier est un critère mécanique imposant des contraintes de dimensions en termes de vitesses d'impact admissibles par le matériau de la soupape[7]. De ce critère est notamment déduit la masse maximale de la soupape puisque plus la masse augmente, plus son inertie augmente ;
- le deuxième critère est un critère de performances lié à « la section de passage et la vitesse du mélange en fonction du remplissage et de l'échappement les plus opportuns dans les diverses conditions de fonctionnement »[7]. En effet, pour assurer un bon remplissage en gaz frais du cylindre, ainsi qu'une bonne évacuation des gaz brûlés en fin de cycle, il faut que le diamètre de la soupape, et donc des conduits d'admission/échappement, l'angle au sommet et la hauteur de levée de la soupape soient suffisamment grands.

Toute soupape de moteur à combustion interne actuel[Quand ?] répond ainsi aux critères suivants :
- le rapport longueur/diamètre de la tige cylindrique est compris entre 15 et 20 ;
- le rapport diamètre de la tête sur diamètre de la tige est d'environ cinq[8] ;
- le diamètre des soupapes d'admission et d'échappement n'est d'ailleurs pas nécessairement identique afin d'offrir des propriétés différentes. Mais le diamètre des soupapes est rapidement limité étant donné qu'il dépend de la forme de la surface du haut du cylindre, forme qui ressemble, sur les moteurs actuels, à une « galette ». Il est alors courant d'augmenter le nombre de soupapes par cylindre ; ce nombre varie généralement entre deux et cinq[7]. Voir aussi Moteur multisoupape.

Le gradient de température dans la tête de la soupape est proportionnel au diamètre {\displaystyle d} du siège de soupape, et donc de la portée de la soupape ainsi qu'au flux thermique entrant, lui-même fonction de la température de l'air d'admission et de la quantité de combustible brûlée. Raymond Brun, dans l'ouvrage Science et technique du moteur diesel industriel et de transport, fournit ainsi :
{\displaystyle {\frac {S_{e}}{S_{s}}}=\pi {\frac {d^{2}}{4}}{\frac {1}{\pi dh}}}
où {\displaystyle S_{e}} est la surface d'entrée du flux thermique dans la soupape et {\displaystyle S_{s}} la surface de sortie du flux.
La portée de la soupape ne doit ainsi ni être trop mince ni d'un diamètre trop faible sous peine de mal évacuer la chaleur de la tête et donc la fragiliser. Mais un diamètre trop grand présente l'inconvénient d'accumuler les suies et résidus carbonés durs. Une aire de contact réelle entre le siège et la portée de l'ordre de 25 % de la surface projetée de la tête offre un bon compromis entre ces différents critères.

## Contraintes et matériaux

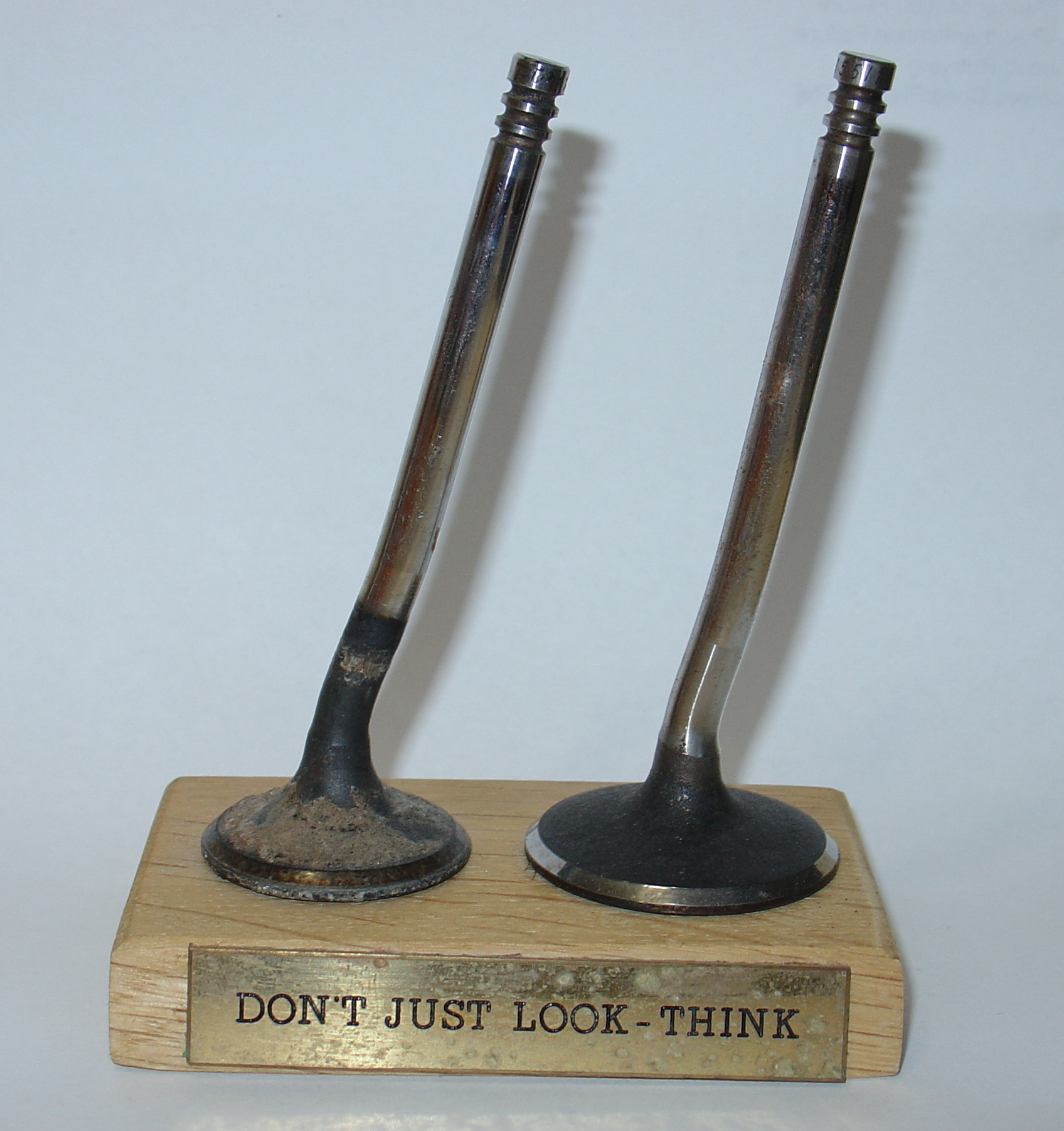
Soupapes endommagées par le sur-régime.

Les soupapes sont soumises à des contraintes mécaniques et thermiques très fortes. Les températures des gaz brûlés à l'intérieur de la chambre atteignent aisément les 800 °C, la soupape d'échappement étant alors particulièrement vulnérable. En effet, si la soupape d'admission est refroidie par les gaz frais (en position ouverte), les soupapes d'échappement sont intensément chauffées par le passage des gaz chauds par sa section en fin de cycle. Le siège de soupape doit par ailleurs, en peu de temps, évacuer une importante quantité de calories.
Les forces d'inertie mises en jeu sont également importantes ; la tête de soupape entre en contact avec le siège de soupape près de 70 fois par seconde, sachant que le régime moteur peut atteindre 8 000 tr/min, et même plus du double sur certains moteurs à allumage commandé de motocyclettes sportives. Enfin, les soupapes sont exposées à la corrosion de l'essence, des additifs, des lubrifiants et des résidus issus de la combustion,.
Pour résister à ces contraintes, les soupapes sont conçues dans différents matériaux. La tige doit présenter un faible coefficient de frottement, un faible coefficient de dilatation et de bonnes propriétés de résistance à l'usure. Comme précisé au paragraphe précédent, la tête doit résister aux chocs et à la corrosion. Un durcissement par aluminiage est parfois pratiqué sur les portées des soupapes d'admission, qui atteignent de cette manière des duretés égales à celles de matériaux plus résistants utilisés dans les soupapes d'échappement.
Les soupapes bimétalliques du constructeur Mahle GmbH, par exemple, sont en acier hautement allié pour la tête, tandis que les tiges sont en acier chromé ou nitré pour en améliorer les qualités de glissement et de résistance à l'usure. Certaines tiges de soupape sont également creuses afin d'y insérer du sodium, facilitant le refroidissement. Ces cavités sont remplies aux deux tiers de sodium, liquide à partir de 97,5 °C, qui transporte la chaleur de la tête de soupape en se déplaçant dans la tige grâce aux mouvements de la soupape. Le sodium peut être remplacé par des sels de lithium et de potassium.

## Position des soupapes

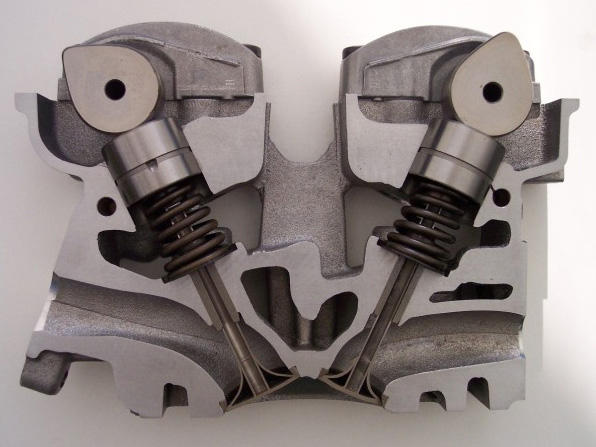
Coupe d'une culasse montrant les soupapes d'un moteur à soupapes en tête.

Les positions prises par les soupapes dans la culasse par rapport à la chambre de combustion sont nombreuses et dépendent essentiellement de la forme de la chambre. Les soupapes peuvent ainsi être placées au-dessus, parallèles ou non, ou encore latérales au piston.

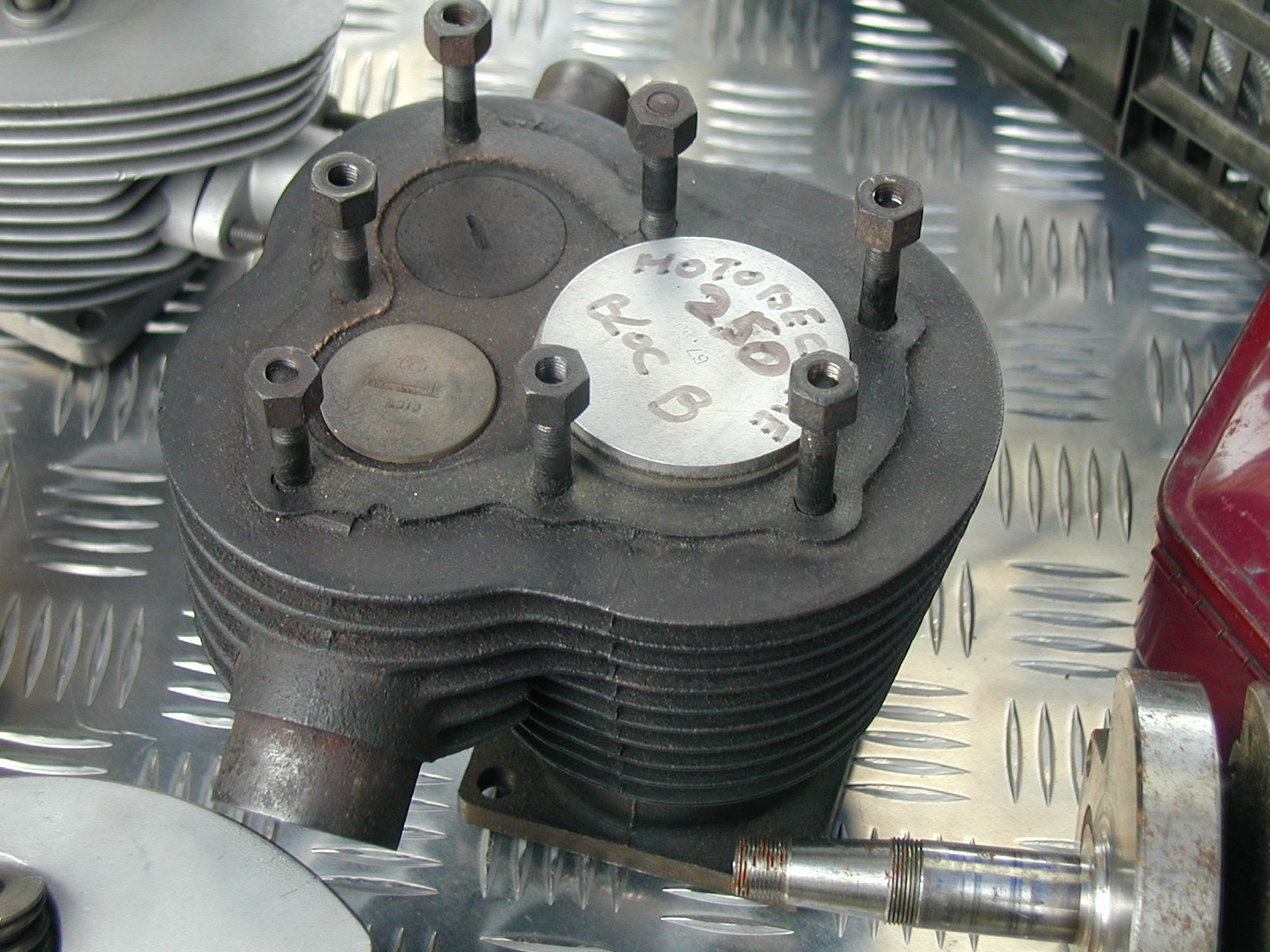
Moteur Motobécane à soupapes latérales.

Les moteurs actuels sont généralement des moteurs à soupapes en tête constitués de soupapes en V placées au-dessus du piston. Cette disposition offre une meilleure circulation des gaz et un meilleur taux de compression que les moteurs à soupapes latérales. Ces derniers moteurs réalisent leur admission et l'échappement non pas en tête du cylindre, comme dans les moteurs à soupapes en tête, mais par une chambre latérale au cylindre. Ce système simplifie l'entraînement de la distribution en la rapprochant du vilebrequin.

## Soupapes particulières
Bien que n'ayant jamais réellement réussi à s'imposer, il existe également d'autres sortes de soupapes comme les soupapes à chemise louvoyante ou encore les soupapes rotatives. Dans les moteurs deux temps, on ne parle pas de soupape (mais de lumières) étant donné que le piston joue le rôle de soupape en découvrant ou obturant ces lumières dessinées dans le bloc-moteur.

### Soupapes rotatives

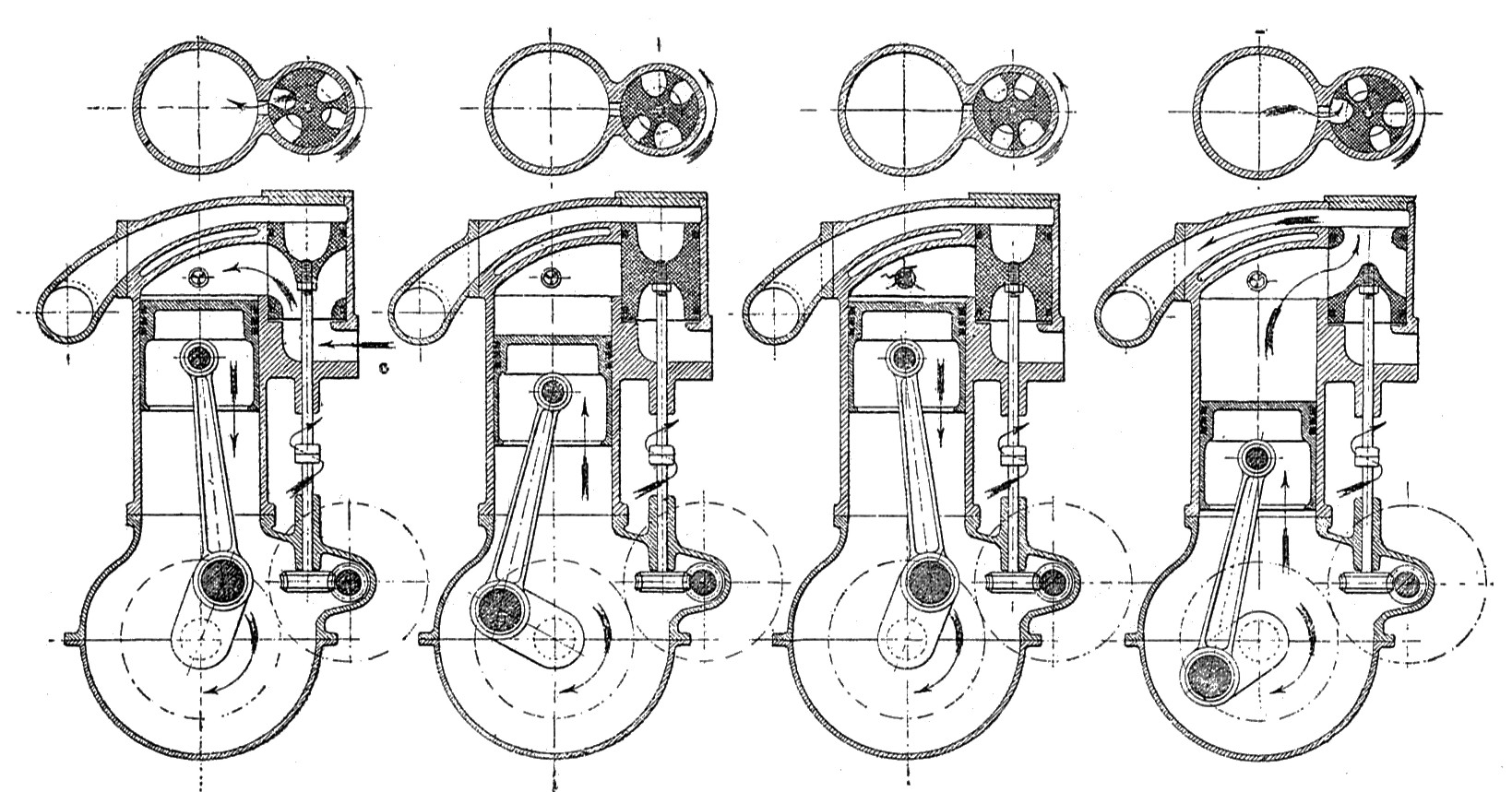
Dessin technique d'un moteur à soupapes à cylindre rotatif. La soupape met en communication le cylindre avec l'admission au temps 1, et avec l'échappement au temps 4.

Les soupapes rotatives ont fait leur apparition au début du XXe siècle et, malgré de nombreux brevets déposés, ne connaîtront pas le succès. Les premières soupapes rotatives sont constituées d'un cylindre creusé formant deux conduits : un conduit d'admission et un conduit d'échappement. La rotation du cylindre permet de mettre successivement en communication la chambre avec le conduit d'admission ou le conduit d'échappement.
Une version alternative à ce système est par la suite proposée par l'ingénieur Roland Claude Cross ; la soupape cylindrique n'est plus placée latéralement mais en tête, perpendiculaire au cylindre de piston. 
L'inconvénient majeur des soupapes rotatives à cylindre réside dans la génération d'importantes frictions, ce qui pose un problème de lubrification alors que la soupape est en contact avec la chambre de combustion (de l'huile sera brulée). De plus ce contact l'expose à de fortes températures, provoquant une expansion thermique et des problèmes d'étanchéité. En pratique, bien que connues depuis très longtemps et présentant en théorie des avantages de simplicité, ce type n'a pas réussi à s'imposer face aux soupapes classiques.
De façon plus anecdotique, il existe également des soupapes rotatives fonctionnant sur le principe d'un balancier découvrant ou non les conduits d'air. La soupape est ainsi terminée par un diaphragme de forme concave. Ce type de soupape dégrade particulièrement la fluidité de l'admission et de l'échappement des gaz, ce qui induit un mauvais rendement du moteur.

### Soupapes à chemise louvoyante

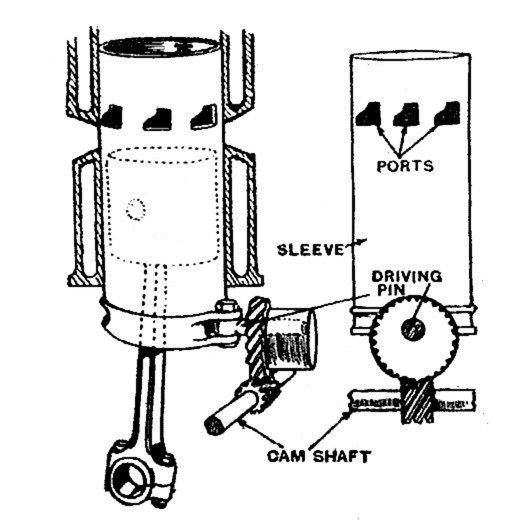
Soupape à chemise louvoyante d'un moteur d'aéronef Bristol.

Les soupapes à chemise louvoyante reprennent le principe des lumières dessinées dans le bloc-moteur (comme on en trouve dans les moteurs deux temps ou ceux à pistons opposés) à ceci près que le rôle de soupape n'est pas joué par le piston mais par une chemise, dans laquelle sont également pratiquées des lumières. L'ouverture et la fermeture sont produites par le mouvement (en rotation, ou en translation selon l'axe du cylindre) de cette chemise par rapport au bloc-moteur, lorsque les lumières du cylindre et celles de la chemise coïncident. À noter que les moteurs équipés de ce type de système sont parfois dits « sans soupape » bien que la chemise découvre ou recouvre une lumière à l'image des soupapes à tige.
Le déplacement de la chemise est produit grâce à un excentrique relié à l'arbre moteur.

#### Système Charles Yale Knight
Breveté par l'Américain Charles Yale Knight (de) en 1905, ce système à double chemises louvoyantes fut notamment utilisé par le constructeur automobile Panhard, mais il existe des exemples construits par Voisin (voiture de course « Laboratoire »), Peugeot, et Minerva en Belgique.
Le système Knight utilise deux chemises louvoyantes concentriques ; ce dispositif s'est révélé peu durable car les chemises prennent rapidement du jeu, ce qui nuit grandement à leur étanchéité, mais l'accumulation de cendres sur les chemises par l'utilisation continue améliorait les performances des moteurs à système Knight, qui avaient comme inconvénient que le mouvement en sens contraire des deux chemises produisait un cisaillement de la feuille d'huile lubrifiante, donc un manque de graissage.

#### Système Burt-McCollum

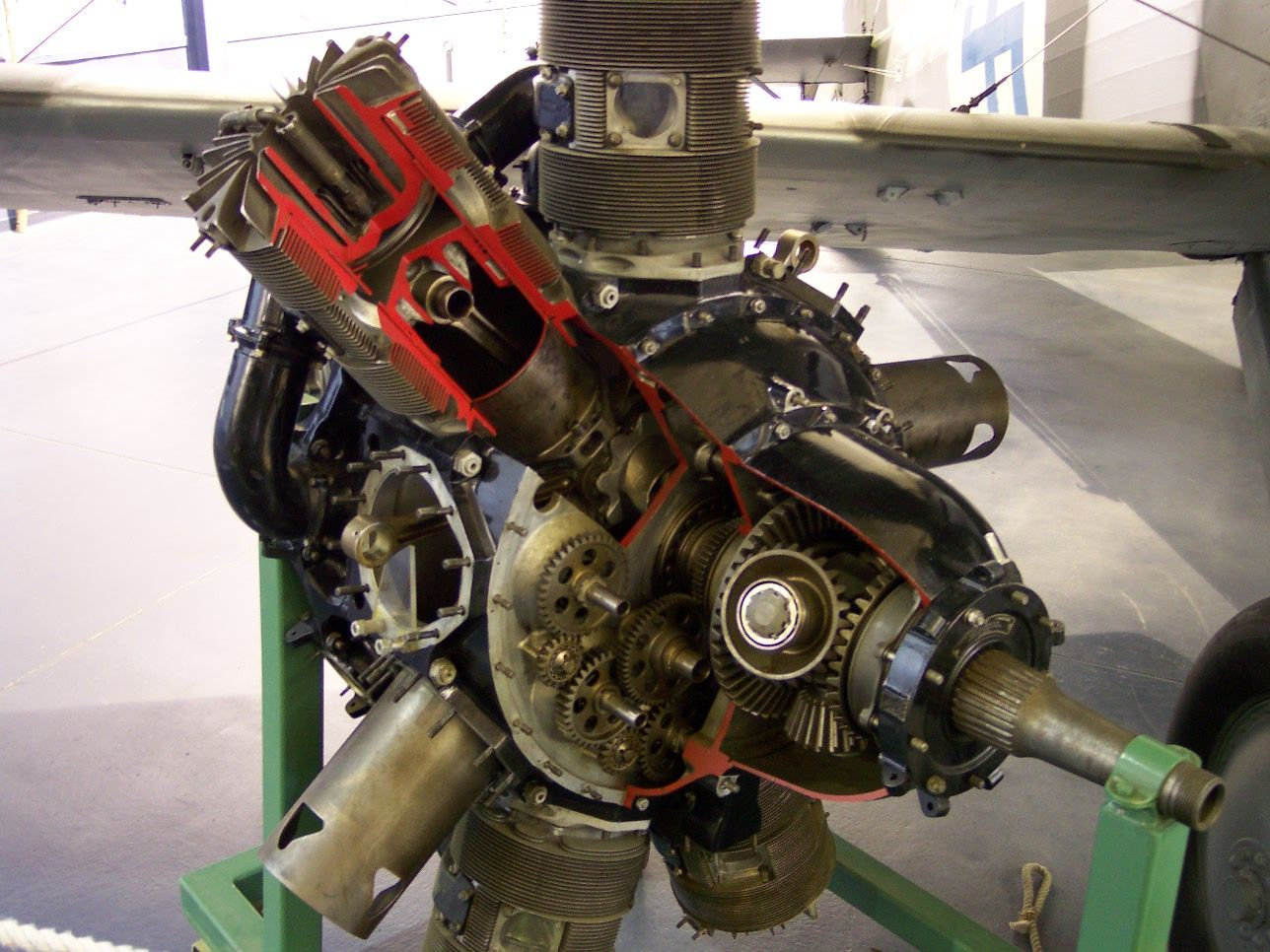
Le Bristol Perseus, moteur à chemise louvoyante.

Le système Burt-McCollum, qui tire son nom des deux ingénieurs, Peter Burt et James Harry Keighly McCollum qui ont breveté le même concept à quelques semaines d'intervalle (les demandes de brevet datent respectivement du 22 juin 1909 et du 6 août 1909). Les ingénieurs furent embauchés par le constructeur écossais Argyll. Ce système consistait en une seule chemise qui combinait un mouvement linéaire ascendant et descendant et un mouvement de rotation partiel.
Le premier constructeur à utiliser le système Burt-McCollum à chemise louvoyante unique fut l'entreprise écossaise « Argyll », qui était aussi propriétaire des brevets pour ce système de distribution, nettement meilleur que le système Knight à double chemise.
En 1939, le fabricant de moteurs d'avion britannique Bristol a largement perfectionné ce système, n'utilisant qu'une seule chemise louvoyante en acier nitruré, selon les brevets de Burt et McCollum. Les moteurs Bristol Hercules ainsi équipés étaient renommés pour leur fiabilité, une période entre mises au sol de 3 000 heures, leur excellent rendement et leur consommation d'huile raisonnable, quoique plus élevée qu'un moteur classique. L'amélioration du rendement est due au fait qu'il n'y a pas de soupapes d'échappement à très haute température se déplaçant dans la chambre de combustion, cette absence de point chaud réduit les risques de détonation (cliquetis), permettant à ces moteurs de fonctionner en mélange plus pauvre et avec un taux de compression supérieur à celui des moteurs d'avion conventionnels.
Le Bristol Centaurus, apparu en 1938, fut l’ultime développement de la série de moteurs radiaux à chemises louvoyantes construits par Bristol.
Les perfectionnements sur ce genre de distribution à chemise unique sont dus aux ingénieurs Roy Fedden et Harry Ricardo, parmi d'autres.
Au début de l’année 1943, la société Napier réussit à rendre fiable son moteur d’avion Sabre, un moteur de 24 cylindres en H à simples chemises louvoyantes refroidi par liquide. Il devint l’un des moteurs les plus puissants de cette époque.
Dans les années 1970, un constructeur anglais de boîtes de vitesses de compétition, Mike Hewland (revue Car&Driver, juillet 1974), a développé des prototypes de moteur avec distribution par chemise louvoyante unique, « système Burt-McCollum », prévus pour les voitures de Formule 1. Il a annoncé avoir obtenu 72 ch sur un monocylindre de 500 cm3, avec une consommation spécifique de 172 g ch−1 h−1 dans une version économique. Il a fait tourner son moteur au-dessus de 10 000 tr/min, la température maximale du piston ne dépassait pas 150 °C, et le moteur a réussi à fonctionner à la créosote. La consommation importante d'huile des moteurs avec double chemise « système Knight » les rendrait inacceptables aujourd'hui, mais certaines publications de l'époque ont donné aux moteurs avec chemise louvoyante unique, système « Burt-McCollum » installé sur les automobiles Argyll, une consommation d'huile voisine de 1 000 milles par gallon, ce qui représente environ un quart de litre pour cent kilomètres. Des mesures effectuées par l'ingénieur anglais Harry Ricardo ont démontré, pour les moteurs à chemise louvoyants unique, une efficacité mécanique meilleure que celle des moteurs avec des soupapes à tige.

## Procédé de fabrication
Les soupapes à tige sont généralement monométalliques bien qu'elles tendent à devenir bimétalliques, la tête et la tige de matières différentes étant alors assemblées par soudage. Les soupapes étaient auparavant obtenues par matriçage ; une barre de diamètre légèrement supérieur à celui de la tige est chauffée à son extrémité pour la ramollir et refoulée pour former la tête.
Ce procédé engendre néanmoins des tensions dans la matière en raison d'un chauffage non uniforme de la pièce. C'est la raison pour laquelle cette technique est aujourd'hui remplacée par le procédé d'extrusion. L'opération débute désormais à partir d'une bille d'un diamètre environ égal aux deux tiers de celui de la tête de la soupape finale. En extrudant la bille, la tête et la tige sont ainsi formées.